# Teorija vjerojatnosti
Teorija vjerojatnosti je grana matematike koja se bavi analizom slučajnih pojava. Glavni objekti teorije vjerojatnosti su slučajne varijable i stohastički procesi.
Teorija vjerojatnosti je matematički temelj statistike. U današnje vrijeme teorija vjerojatnosti jedno je od najvažnijih područja suvremene matematike, jer se uvelike primjenjuje u raznim područjima fizike, tehnike, biologije, ekonomije, genetike i drugdje.
Matematička teorija vjerojatnosti ima svoje korijene u pokušajima Gerolamo Cardana da analizira igre na sreću u šesnaestom stoljeću, i u radu Pierre de Fermata i Blaise Pascala u sedamnaestom stoljeću.

## Vanjske poveznice
- Teorija vjerojatnosti Hrvatska enciklopedija
- B. Basrak, I. Slamić. Siječanj 2009. [neaktivna poveznica], Math.e
- Marko Obradović, Marijana Špoljarić, Vlado Halousek. Siječanj 2017. [neaktivna poveznica] Praktični menadžment. VIII (1)
- D. Jankov Maširević, M. Mikić. Veljača 2019. Kombinatorika i vjerojatnost – zajedno kroz ples, Osječki matematički list